# そうか公園
そうか公園（そうかこうえん）は、埼玉県草加市柿木町にある都市公園（総合公園）である。
1988年に開設し、以降順次拡張整備を行い1994年に完成した。総面積は17.8ヘクタール。

## 主な施設など
園内には全天候型のテニスコート、多目的運動広場の運動施設や、イベント広場、自由広場などのオープンスペースがある。
また四季折々の樹木や草花も多く植えられており、緑が多く、休日ともなると大勢の人で賑わいをみせている。

### キャンプ場
かまど（５基）、炊事場
デイキャンプやバーベキュー、テントを設置しての宿泊も可能である。

### 多目的運動広場（芝）

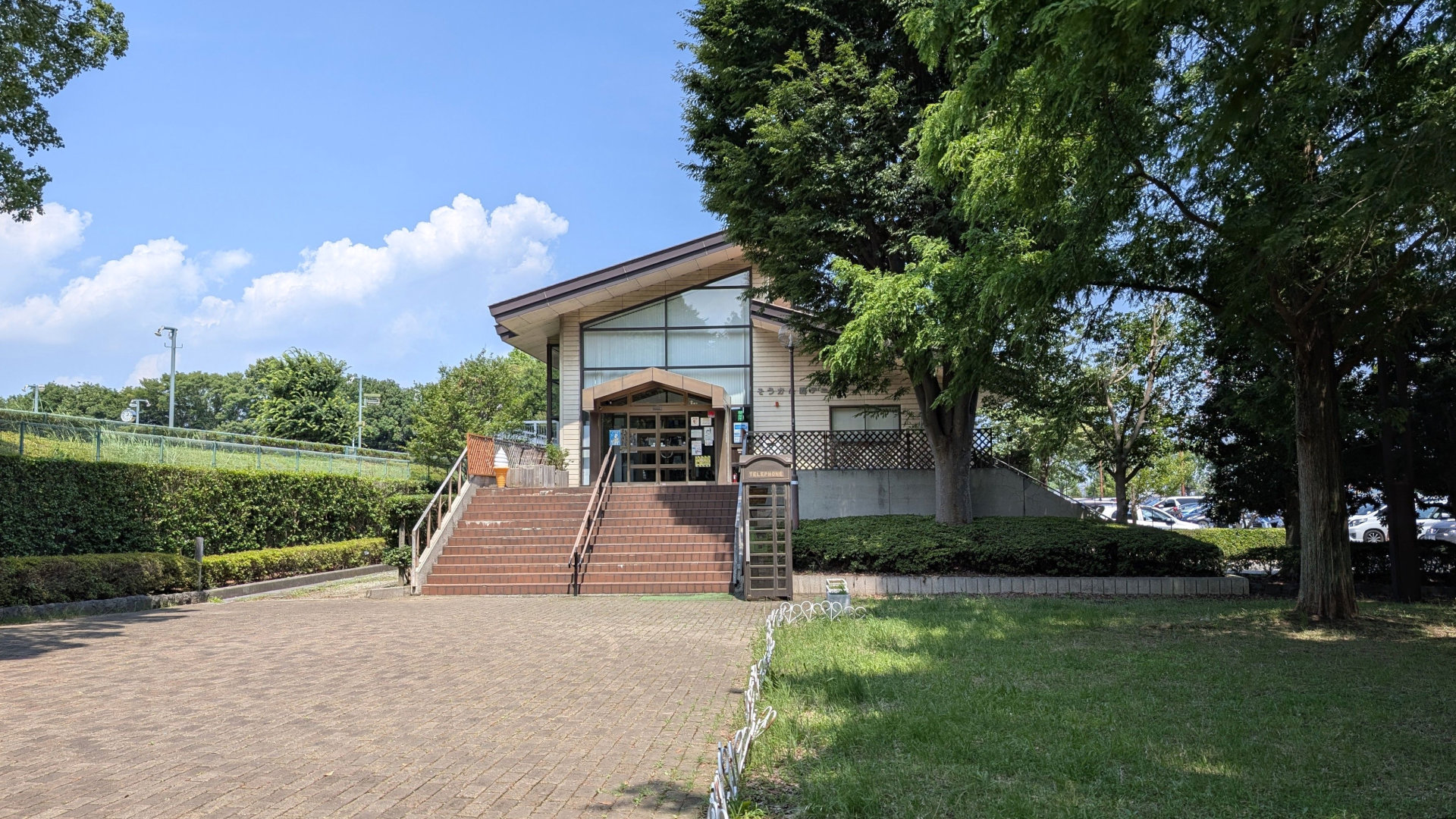
テニスクラブハウス

サッカー、ソフトボール、野球（成人及び少年）、陸上400mトラックなど
ソフトボール場2面と軟式野球場2面が一度にとれる広さを備えた運動広場。
陸上競技は400メートルトラックのほか、砲丸投げや高跳び、幅跳びなど競技全般に対応している。
また、インフィールド（芝）ではサッカー競技が可能。

### テニスコート
砂入り人工芝　コートは10面でナイター設備も完備
全天候型、砂入り人工芝コート10面の広さで競技ができる
コートは全天候型で砂入りの人工芝。水はけが良好で弾性もいいので長時間プレーを楽しめる。

### クラブハウス
管理事務所、更衣室、シャワー、レストラン

## 公園案内

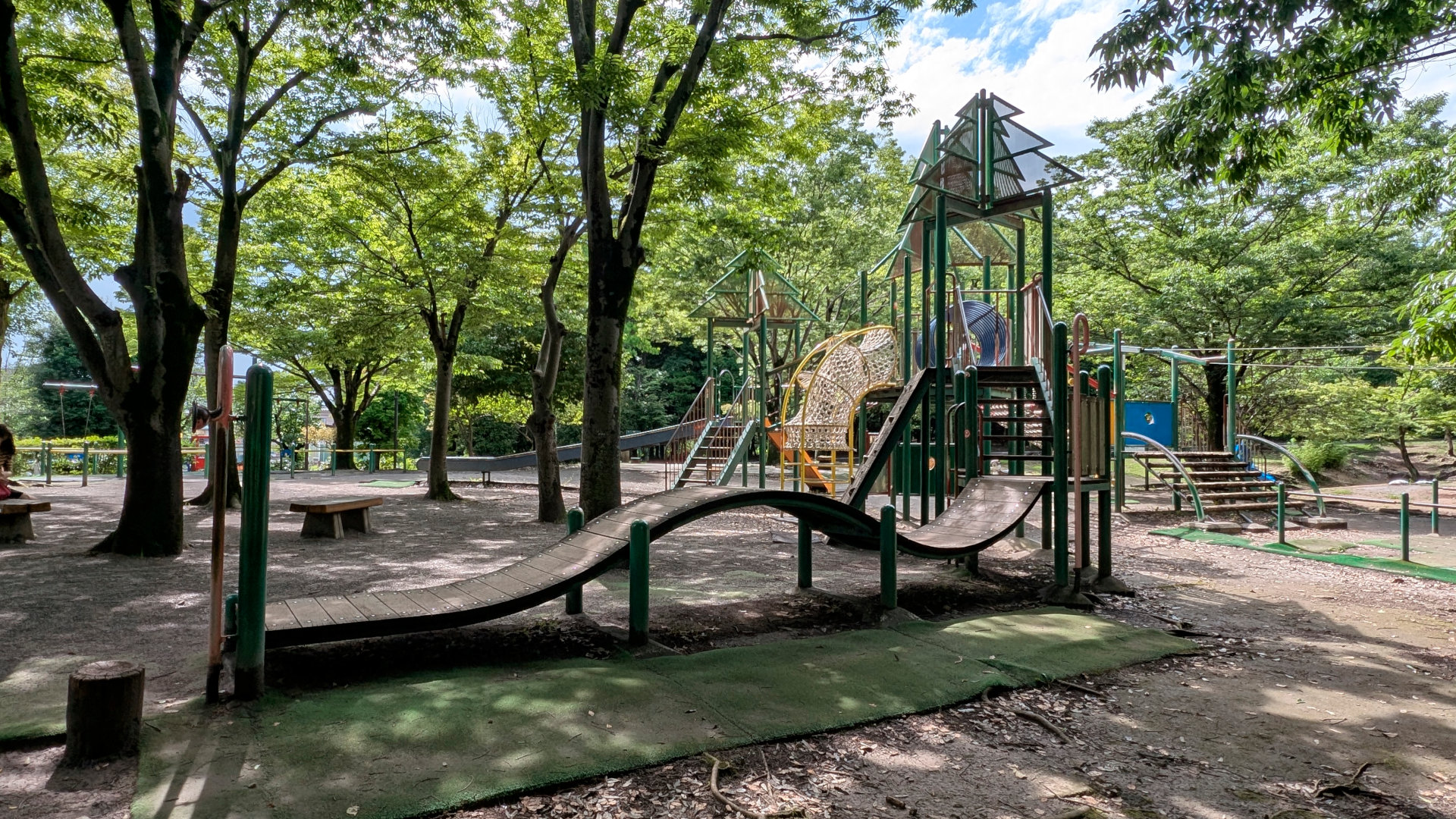
遊具広場(公園西側)

- 入り口広場
- 四季の森(春)・四季の森(秋)
- 自由広場
- 遊具広場
- イベント広場
- 多目的運動広場
- 修景池
- 四季の森
- 市民の森・記念樹の森
- キャンプ場(スポーツ振興課所管)[3]。

- 修景池(西側)
- 石組と小川の水景

- 小川の水が流れ込む修景池北端
- 修景池(東側)

## カーソン市との姉妹都市締結

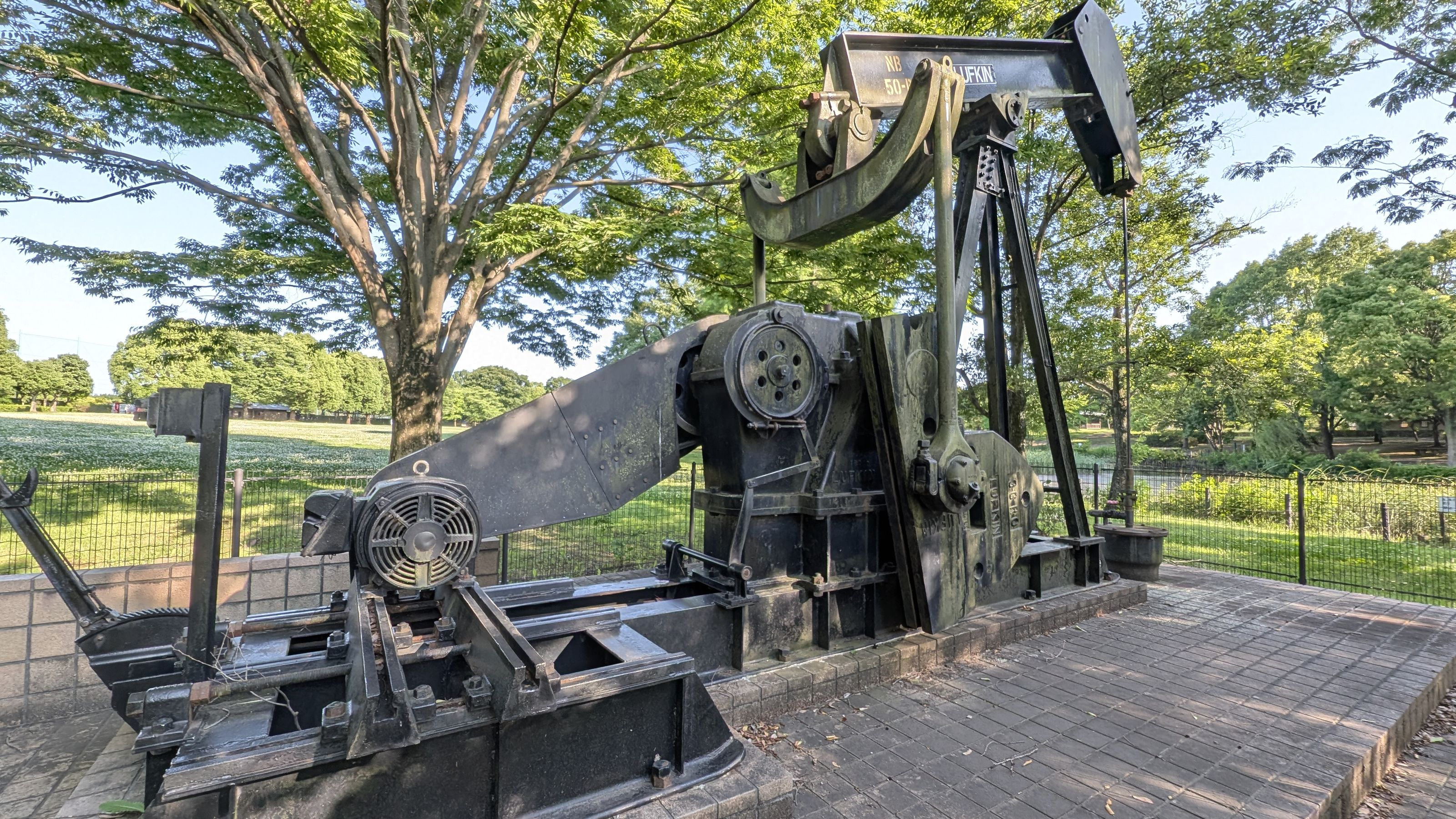
カーソン市より寄贈のオイルポンプ

1979年11月19日にアメリカ合衆国カリフォルニア州カーソン市との国際姉妹都市提携調印式がカーソン市市議会議場において行われた。
そして1993年10月にはカーソン姉妹都市協会からオイルポンプが寄贈される。そうか公園の自由広場に設置され、同月31日の「草加市制35周年を祝う集い」で除幕式が行われたのである。

## 交通
- 東武バス「そうか公園」

## 周辺
- 八条用水

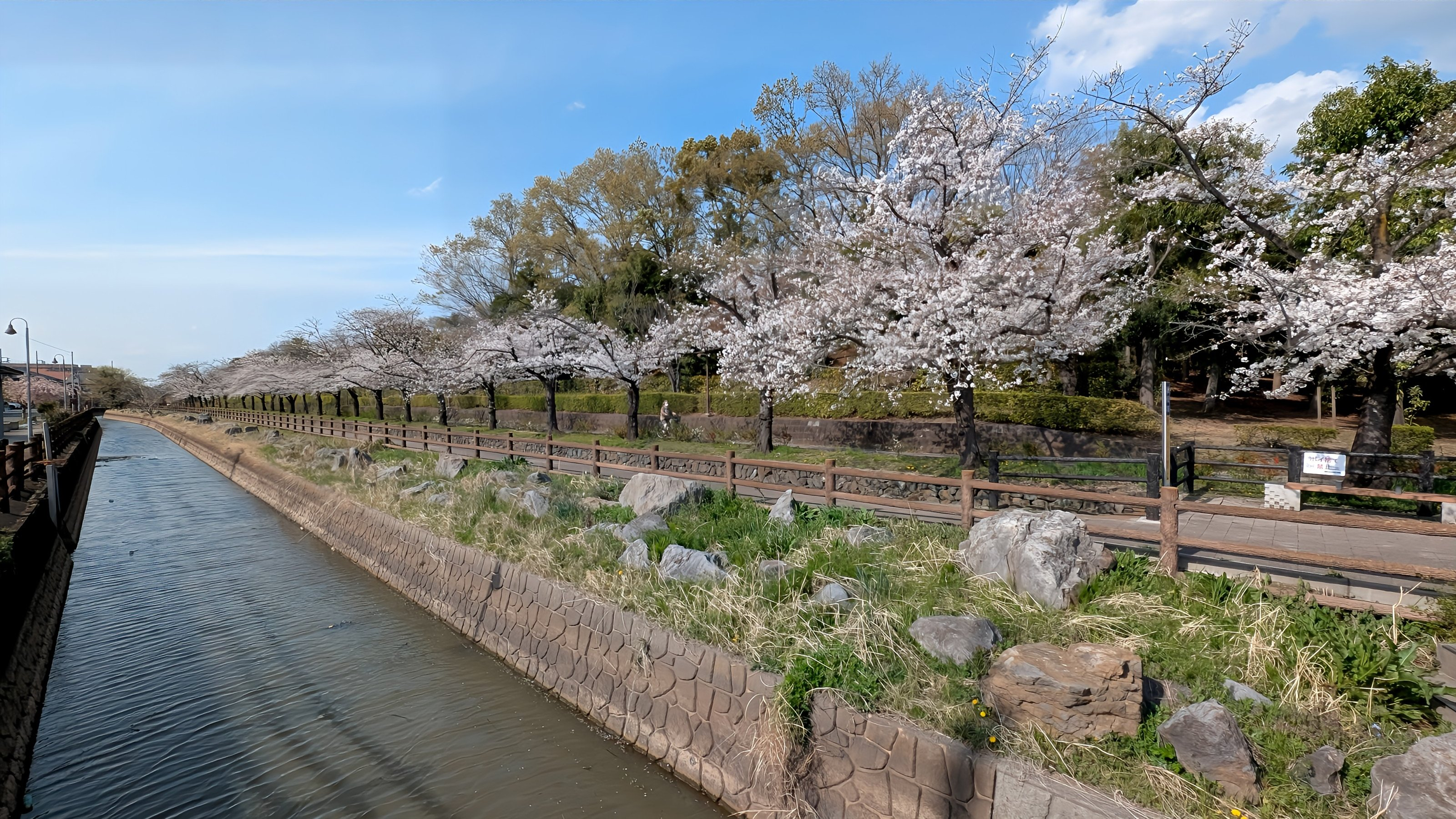
桜並木(八条用水沿い)

  - 公園西側の八条用水沿いには桜並木があり、市内の桜の名所の一つにもなっている。
- であいの森. 地域活動支援センター
- 埼玉県立草加東高等学校

## ギャラリー

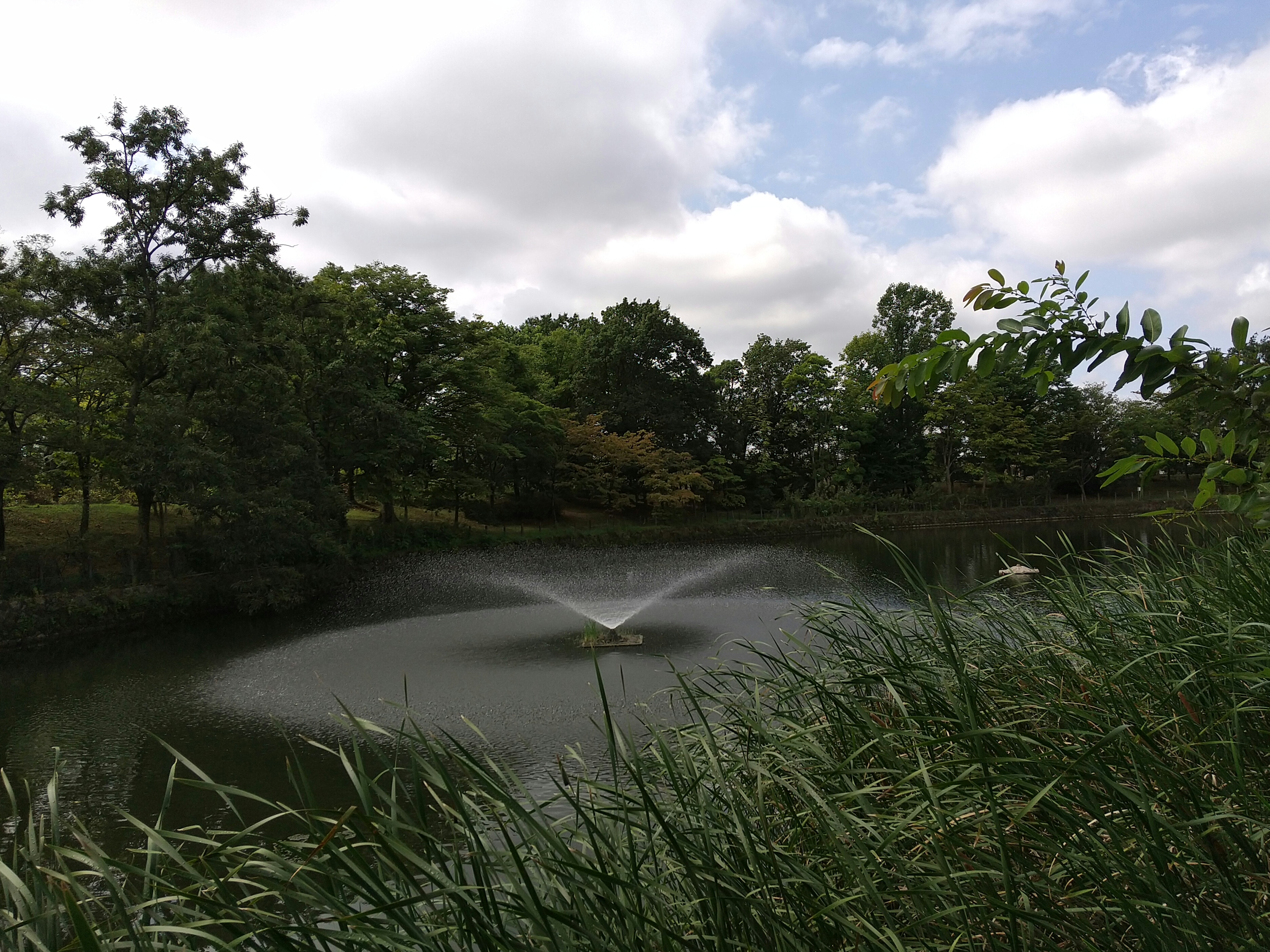
修景池
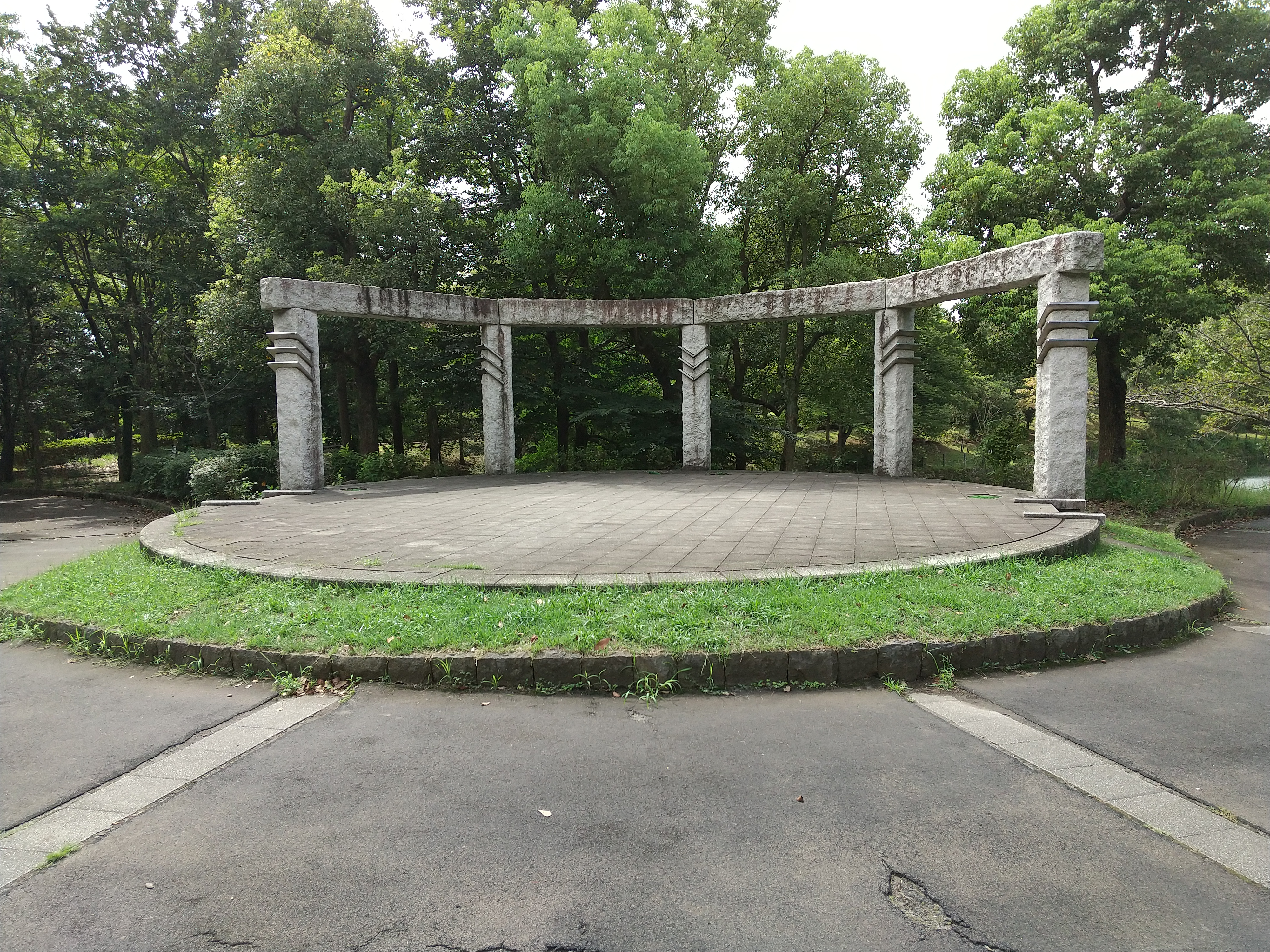
イベント広場
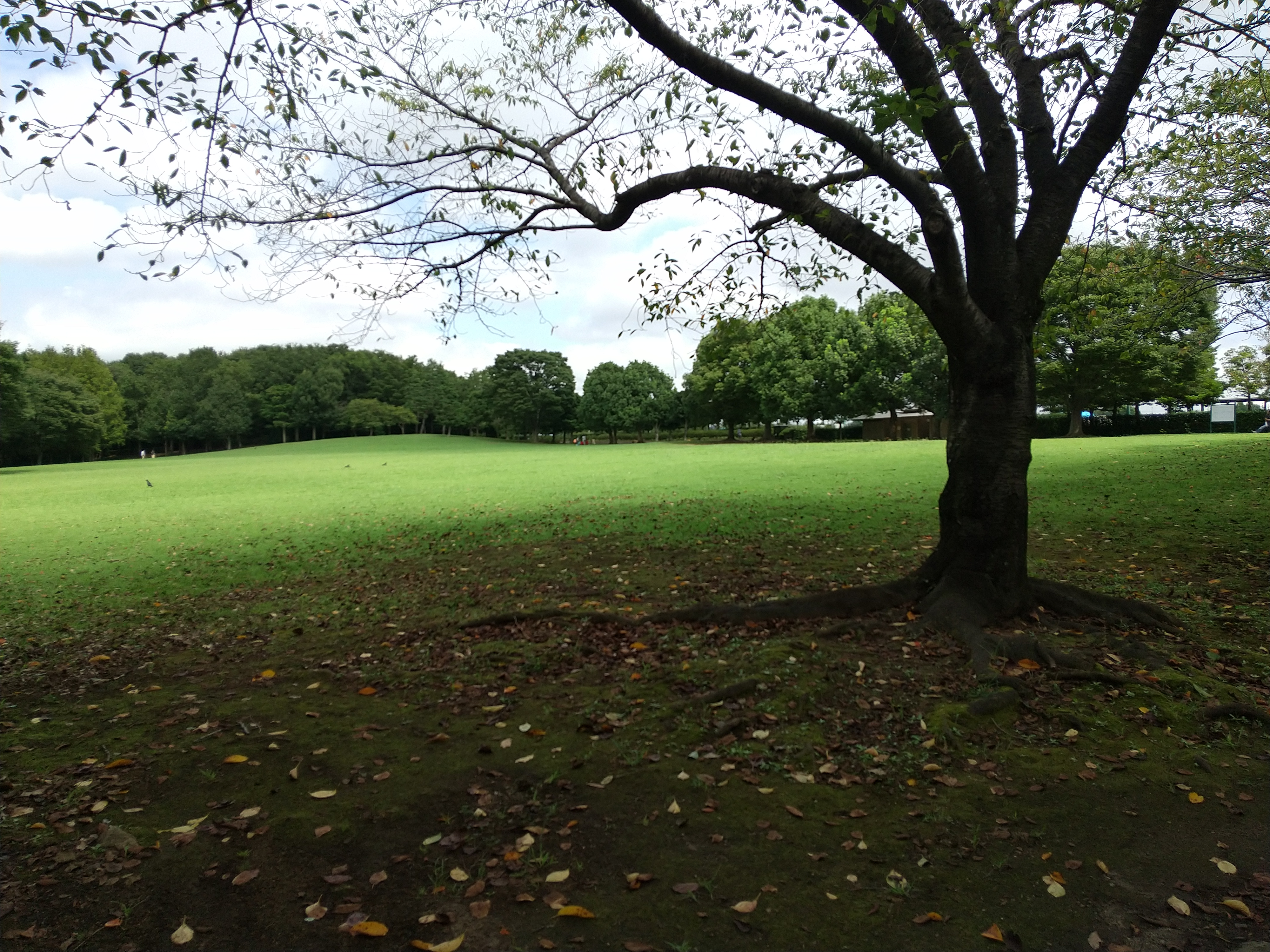
自由広場
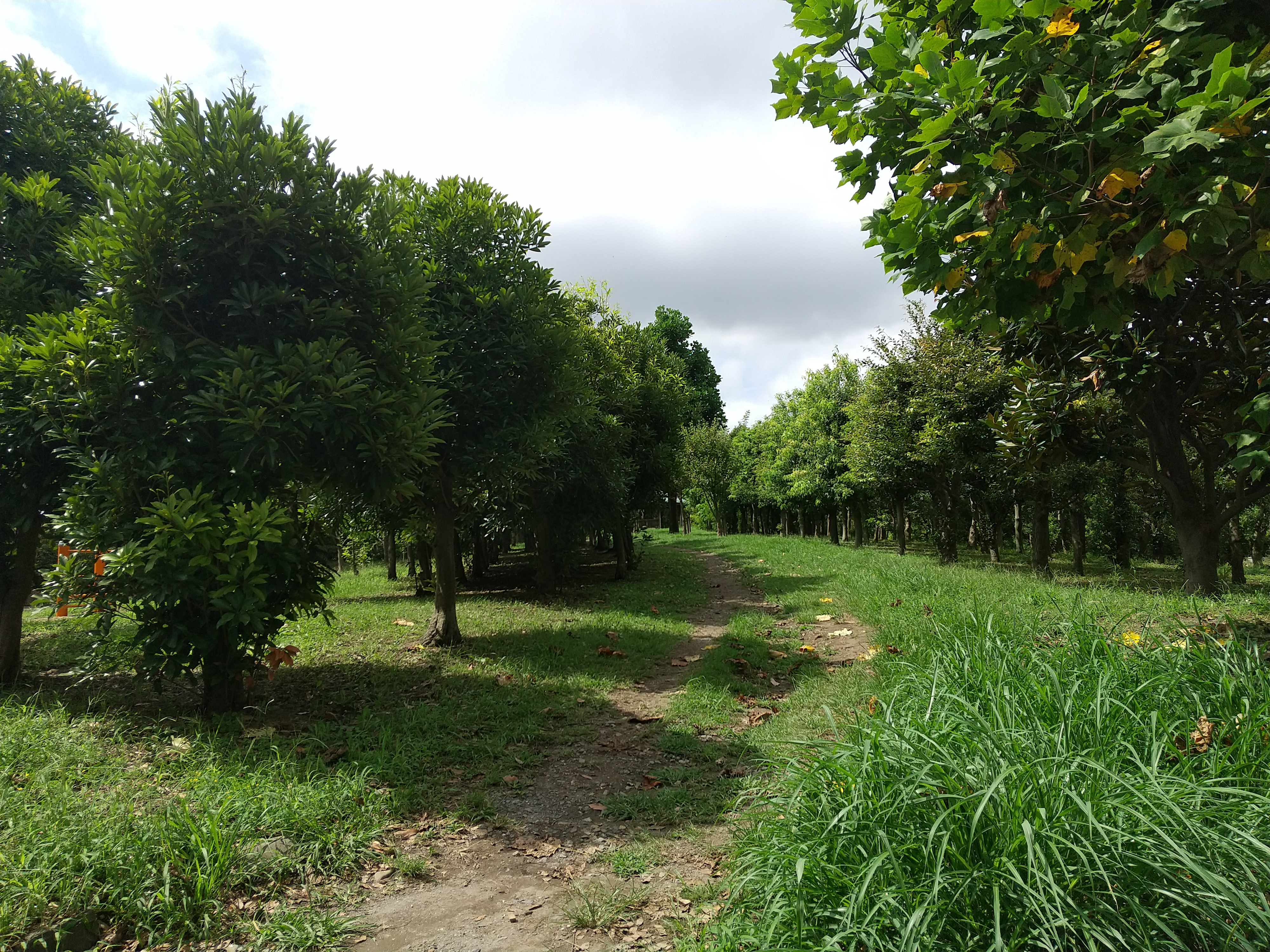
記念樹の森